# Monsieur Papa (roman)
Pour les articles homonymes, voir Monsieur Papa.
Monsieur Papa est un roman de Patrick Cauvin paru en 1976 racontant une histoire tendre entre un fils qui ne veut pas passer ses vacances chez sa mère et un père qui veut aller en vacances à Bangkok seul. Le fils, Laurent, multiplie les stratagèmes pour partir avec son père.

## L'histoire
Le roman se déroule dans le 19e arrondissement de Paris en 1975, où vivent Laurent Lanier — âgé de 10 ans — et son père Franck, séparé de son épouse. Celle-ci l'a quitté pour vivre avec Bill, un peintre américain. Laurent passe la semaine avec son père et les week-ends avec sa mère. Il doit passer les vacances avec cette dernière en Ardèche, alors que, passionné par les éléphants, il préfèrerait aller à Bangkok avec son père, pour voir les éléphants "en vrai".

## Principaux personnages
- Laurent Lanier, le héros du roman âgé de 10 ans
- Franck Lanier, le père de Laurent, monteur de films
- Jeanine, la petite amie de Franck, institutrice
- Sylviane, la mère de Laurent et l'ex-femme de Franck
- Gilles le meilleur copain de Laurent
- Dédé, le truand du quartier
- La mère Carpentier, l'institutrice de Laurent
- Bill, le compagnon de Sylviane
- Maryse Ventroux, la vieille cantatrice de Sarcelles

## Adaptation
Le roman a été adapté en 1977 en film sous le même titre par Philippe Monnier